# 橫渡線

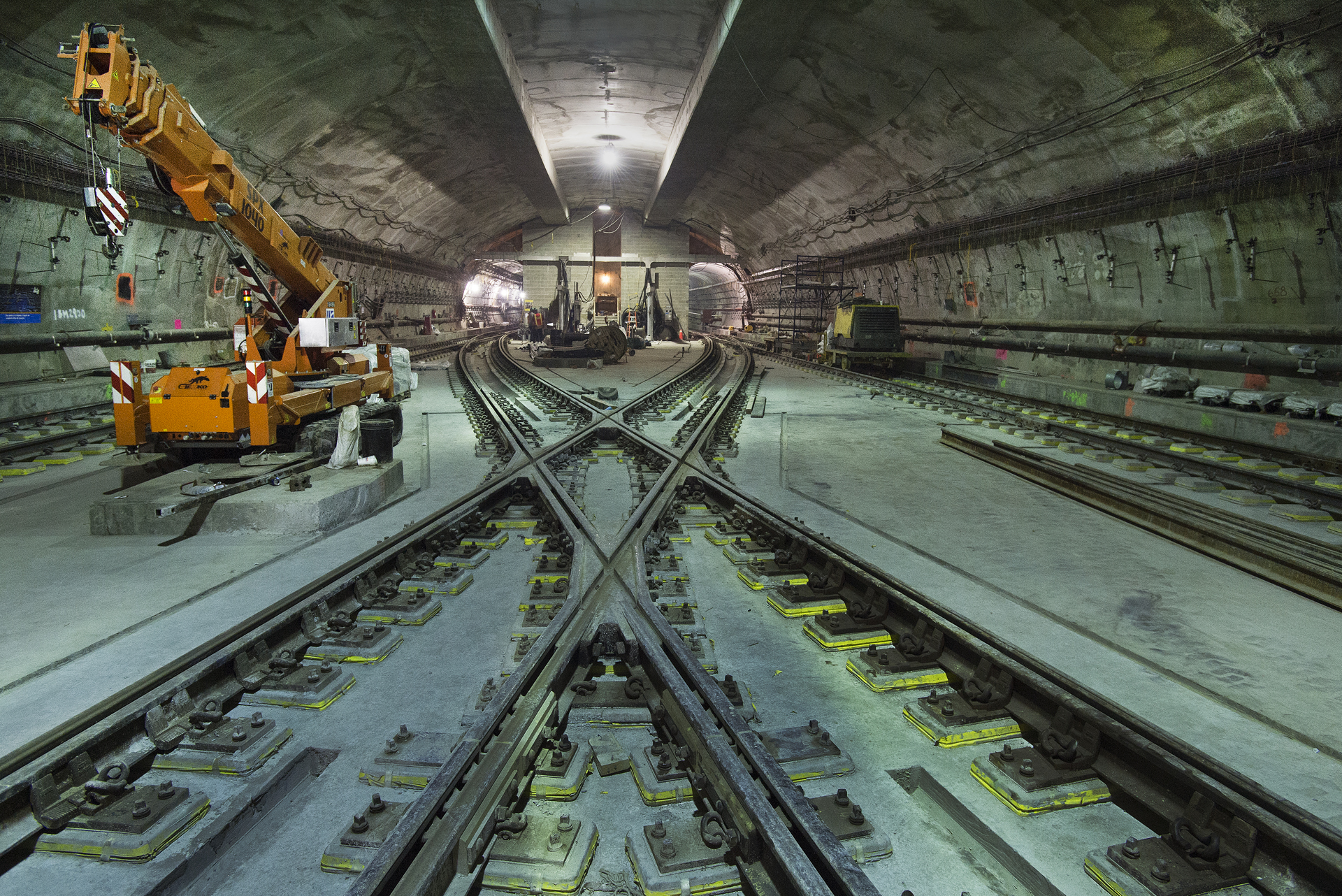
紐約地鐵7號線延伸段位於34街車站北端的剪式橫渡線（scissors，攝於2013年）

橫渡線，又稱渡線、過渡線、轉轍段，是指用以連接兩條平行鐵軌的连接线，通过一组联动道岔达到转线的目的，使行駛於某路線的列車可以換軌至另外一條線路。

## 概要
橫渡線可以由一條和多條組成。單由一條轉轍軌組成者稱為「單橫渡線」（Single Cross）或「標準單一轉轍段」（Standard single crossovers）

## 類型
由兩條以上橫渡線組成者則另有名稱。當兩條橫渡線呈相反方向，一前一後排列布置稱八字渡線（universal crossover)，八字渡線中間的有害區挺多，最大的缺點是佔用線路長。而當兩條單渡線水平交疊時，則稱作交叉渡線（scissors crossover），或稱作菱形轉轍段；交叉渡線是由四組單開道岔和一組菱形交叉組成的特殊軌道（special trackwork）布置，這種特殊軌道布置可以開通八個方向，一般設在車站地形狹隘處。雖然十分節省費用和空間，但卻是以平面交叉（level junction）的型式作為代價。

## 例子
渡線一般用以連接兩相反方向的平行軌道，使得列車得以掉頭、倒車，甚至駛入對向軌道雙單行駛以避開障礙物。然而在多線鐵路，渡線也能連結兩條相同方向的軌道（通常用於一條是快車軌，一條是慢車軌的一組軌道，例如紐約地鐵便大量採用；或是設在同向型式的跨月台轉車站附近，例如台北捷運中正紀念堂站南端連接淡水線、新店線同向軌道的橫渡線，及港鐵調景嶺站連接觀塘線、將軍澳線同向軌道的橫渡線）。
常见的是用于轨道交通的终点站的站前或站后列车折返用渡线；以及车库内线路之间的渡线。

## 缺點
在繁忙的鐵路系統中，渡線的正常運用會降低系統的吞吐能力，因為轉轍器必須隨著每一列列車而時常更動位置。有鑑於此，世界上某些比較繁忙的城市軌道交通系統在尖峰時段不會使用快車軌和慢車軌之間的渡線，並且會考慮以立体交叉（大陆常称疏解桥）（flying junctions）的型式來取代渡線。
|  |  |  |

## 命名
在德國，橫渡線稱為，定義為開放鐵路的操作控制點，也是個閉塞區間（block section）。在上時列車可以由路徑的一個單線或雙線區段轉到另一「同一路徑上的」、雙線區段上的軌道。靠著其上的安全裝置，列車可以例外地或例行地以和平常方向不同的方式行在這另一個軌道上。